# Lebo Mathosa
Lebo Mathosa (1977 - 23 de Outubro de 2006) foi uma popular cantora sul-africana.
Com um visual chamativo - ela era negra e usava os cabelos loiros - a rapper surgiu no mundo pop em 1994, integrando o grupo Boom Shaka.
Ela iniciou carreira solo em 2000, chegou ao topo das paradas africanas com o disco Drama Queen e fez até participações como atriz em seriados do seu país.
A cantora, expoente do hip hip da África do Sul e que trilhava caminho de sucesso também em terras americanas.
Morreu num acidente de carro na manhã de 23 de Outubro de 2006 aos 29 anos de idade.
A notícia foi confirmada pelo empresário da artista. Segundo informações iniciais da agência de notícias SAPA, ela perdeu o controle de seu carro numa estrada perto de Johannesburgo.